# المكتب الوطني الصيني للإحصاء
المكتب الوطني الصيني للإحصاء هي وكالة نائبة تعمل على مستوى مجلس الوزراء بحيث تقدم تقاريرها مباشرة إلى مجلس الدولة لجمهورية الصين الشعبية. وهي مسؤولة عن جمع وبحث وفحص ونشر الإحصاءات المتعلقة بالاقتصاد الوطني والسكان والجوانب الأخرى للمجتمع.
يعد نينغ جيزه مفوض المكتب منذ عام 2016.

## المسؤوليات
يتم تحديد سلطة ومسؤوليات المكتب في قانون الإحصاء الصيني. وهي مسؤولة عن البحث في الإحصاءات العامة للدولة والإشراف على عمليات نظرائها المحليين.

## التنظيم
يرأس المكتب مفوض مع العديد من النواب المفوضين (أربعة حاليًا) وهم كبير علماء المنهجية، كبير الاقتصاديين، ورئيس قسم المعلومات. ويتألف المكتب من 18 إدارة، تشرف على 12 مؤسسة تابعة وتدير 32 منظمة مسح متمركزة في المقاطعات المعنية. كما تدير مطبعة الإحصاء الصينية.
وفقًا لتصريحات مجلس الدولة، يضم المكتب الوطني للإحصاء حوالي 535 موظفًا في المقر الرئيسي[بحاجة لمصدر]. إلا أن مصادر أخرى تشير إلى أن عدد موظفي المكتب على مستوى الصين قد يتجاوز 100,000 موظف، منهم 1,500 في المقر الرئيسي. بالإضافة إلى ذلك، يشرف قسم الإحصاءات الصناعية على أكثر من 5,000 موظف في أنحاء البلاد.

## روابط خارجية
- الموقع الرسمي
- الموقع الرسمي
- البيانات الوطنية، مستودع البيانات الوطني المفتوح للصين.
- الوضع الراهن وقضايا إحصاءات البحث والتطوير في الصين